# Ronnie Schwartz
Ronnie Schwartz Nielsen, né le 29 août 1989 à Ulsted, petit village rattaché à Aalborg au Danemark, est un footballeur danois. Il évolue actuellement au poste d'attaquant avec Vendsyssel FF.

## Biographie
Après avoir fait ses classes dans les équipes junior de l'AaB Alborg, il signe son premier contrat professionnel avec le club en janvier 2006, avec le statut de grand espoir sur le front de l'attaque. Deux ans plus tard et après seulement 2 matchs joués avec l'équipe première, il signe un nouveau contrat, courant jusqu'en 2011.
Malgré un potentiel évident, il ne parvient pas à s'imposer dans le onze type de l'équipe. En fin de contrat, il décide donc de quitter AaB pour rejoindre Randers, alors reléguée en NordicBet Ligaen, pour trois ans.
Après une bonne saison, Randers et Schwartz ont été promus en SAS Ligaen, en terminant juste derrière Esbjerg fB. 
La saison suivante, Schwartz finit meilleur buteur du club avec 14 buts en championnat, et cinquième meilleur buteur du championnat, contribuant ainsi à la magnifique saison de Randers qui finit 3e du championnat et finaliste de la coupe du Danemark. Il signe ainsi une prolongation de contrat qui court jusqu'en juin 2016. Il confirme la saison suivante en trouvant le chemin des filets à 15 reprises malgré une blessure en cours de saison.
Le 11 juin 2014, Ronnie signe à l'En Avant de Guingamp. Il rejoint ainsi deux compatriotes ayant rejoint le club précédemment : Lars Jacobsen et Jonas Lössl.
En juillet 2015, il est prêté une saison au Brøndby IF par le club breton. C'est donc un retour aux sources pour celui qui n'a inscrit que deux petits buts en France. Lors du mercato hivernal, il change de club et rejoint Esbjerg fB, toujours en prêt avec option d'achat.
Le 12 août 2016, le club de l'En Avant de Guingamp annonce la résiliation du contrat de Schwartz. Quelques jours plus tard, il s'engage avec Waasland-Beveren.
Meilleur buteur avec le Silkeborg IF, Schwartz s'engage avec le FC Midtjylland le 31 janvier 2020, pendant le mercato hivernal, pour un contrat courant jusqu'en juin 2022.
Le 4 janvier 2021, il rejoint Charlton Athletic.
Le 1er janvier 2022, il rejoint Vendsyssel FF.

## Statistiques
| Saison                | Club                  | Championnat           | Championnat | Championnat | Coupe(s) nationale(s) | Coupe(s) nationale(s) | Compétition(s) continentale(s) | Compétition(s) continentale(s) | Compétition(s) continentale(s) | Trophée des champions | Trophée des champions | Total | Total |
| Saison                | Club                  | Division              | M.          | B.          | M.                    | B.                    | Comp.                          | M.                             | B.                             | M.                    | B.                    | M.    | B.    |
| 2006-2007             | AaB Ålborg            | SAS Ligaen            | -           | -           | -                     | -                     | -                              | -                              | -                              | 0                     | 0                     | 0     | 0     |
| 2007-2008             | AaB Ålborg            | SAS Ligaen            | 3           | 0           | -                     | -                     | -                              | -                              | -                              | 0                     | 0                     | 3     | 0     |
| 2008-2009             | AaB Ålborg            | SAS Ligaen            | 6           | 0           | -                     | -                     | -                              | -                              | -                              | 0                     | 0                     | 6     | 0     |
| 2009-2010             | AaB Ålborg            | SAS Ligaen            | 22          | 5           | 1                     | 0                     | -                              | -                              | -                              | 0                     | 0                     | 23    | 5     |
| 2010-2011             | AaB Ålborg            | SAS Ligaen            | 16          | 4           | 2                     | 0                     | -                              | -                              | -                              | 0                     | 0                     | 18    | 4     |
| Sous-total            | Sous-total            | Sous-total            | 47          | 9           | 3                     | 0                     | -                              | -                              | -                              | 0                     | 0                     | 50    | 9     |
| 2011-2012             | Randers FC            | NordicBet Ligaen      | 22          | 8           | -                     | -                     | -                              | -                              | -                              | 0                     | 0                     | 22    | 8     |
| 2012-2013             | Randers FC            | SAS Ligaen            | 31          | 14          | 5                     | 2                     | -                              | -                              | -                              | 0                     | 0                     | 36    | 16    |
| 2013-2014             | Randers FC            | SAS Ligaen            | 26          | 15          | 1                     | 0                     | C3                             | 2                              | 0                              | 0                     | 0                     | 29    | 15    |
| Sous-total            | Sous-total            | Sous-total            | 79          | 37          | 6                     | 2                     | -                              | 2                              | 0                              | 0                     | 0                     | 87    | 39    |
| 2014-2015             | EA Guingamp           | Ligue 1               | 14          | 2           | 1                     | 0                     | C3                             | 2                              | 0                              | 1                     | 0                     | 18    | 2     |
| Sous-total            | Sous-total            | Sous-total            | 14          | 2           | 1                     | 0                     | -                              | 2                              | 0                              | 1                     | 0                     | 18    | 2     |
| 2015-2016             | Brøndby IF (prêt)     | SAS Ligaen            | 16          | 4           | 2                     | 3                     | C3                             | 3                              | 0                              | 0                     | 0                     | 21    | 7     |
| Sous-total            | Sous-total            | Sous-total            | 16          | 4           | 2                     | 3                     | -                              | 3                              | 0                              | 0                     | 0                     | 21    | 7     |
| 2015-2016             | Esbjerg fB (prêt)     | SAS Ligaen            | 12          | 4           | 0                     | 0                     | -                              | -                              | -                              | 0                     | 0                     | 12    | 4     |
| Sous-total            | Sous-total            | Sous-total            | 12          | 4           | 0                     | 0                     | -                              | 0                              | 0                              | 0                     | 0                     | 12    | 4     |
| 2015-2016             | Waasland-Beveren      | Jupiler Pro League    | 5           | 1           | 1                     | 0                     | -                              | -                              | -                              | 0                     | 0                     | 6     | 1     |
| Sous-total            | Sous-total            | Sous-total            | 5           | 1           | 1                     | 0                     | -                              | 0                              | 0                              | 0                     | 0                     | 6     | 1     |
| Total sur la carrière | Total sur la carrière | Total sur la carrière | 173         | 57          | 13                    | 5                     | -                              | 7                              | 0                              | 1                     | 0                     | 194   | 62    |

1. ↑  À partir janvier 2016.

## Palmarès
AaB Ålborg
- Champion du Danemark (1) : 2008

 FC Midtjylland
- Champion du Danemark (1) : 2020